# Euroscaptor
Taupes d'Asie
Genre
Les Taupes d'Asie (Euroscaptor) sont un genre de Mammifères de la famille des Talpidés (Talpidae). Les différentes espèces sont toutes des taupes asiatiques.

## Classification
Ce genre a été décrit pour la première fois en 1940 par le zoologiste américain Gerrit Smith Miller, Jr (1869-1956).
Classification plus détaillée selon le Système d'information taxonomique intégré (SITI ou ITIS en anglais) :
 Règne : Animalia ; sous-règne : Bilateria ; infra-règne : Deuterostomia ; Embranchement : Chordata ; Sous-embranchement : Vertebrata ; infra-embranchement : Gnathostomata ; super-classe : Tetrapoda ; Classe : Mammalia ; Sous-classe : Theria ; infra-classe : Eutheria ; ordre : Soricomorpha ; famille des Talpidae ; sous-famille des Talpinae ; tribu des Talpini.
Traditionnellement, les espèces de la famille des Talpidae sont classées dans l'ordre des Insectivora, un regroupement qui est progressivement abandonné au XXIe siècle.

### Liste d'espèces
Espèce actuelles :
Selon Mammal Species of the World (version 3, 2005)  (25 mai 2015), ITIS (25 mai 2015), Catalogue of Life (25 mai 2015):
- Euroscaptor grandis Miller, 1940
- Euroscaptor klossi (Thomas, 1929)
- Euroscaptor longirostris (Milne-Edwards, 1870)
- Euroscaptor micrura (Hodgson, 1841)
- Euroscaptor mizura (Günther, 1880)
- Euroscaptor parvidens (Miller, 1940)